# بابی دیل
بابی دیل (انگلیسی: Bobbie Dale؛ زادهٔ ۲۵ نوامبر ۱۹۹۵) بازیکن فوتبال اهل بریتانیا است.
از باشگاه‌هایی که در آن بازی کرده‌است می‌توان به باشگاه فوتبال سایرون‌سستر تاون، باشگاه فوتبال بث سیتی، باشگاه فوتبال چلتنهام تاون، باشگاه فوتبال گلاستر سیتی، باشگاه فوتبال بیشاپس کلیو، و باشگاه فوتبال فارن‌بورو اشاره کرد.